# Fumiya
Fumiya（フミヤ、1995年3月19日 - ）は、フィリピンを拠点に活動する日本の俳優、歌手、タレント、YouTuber。本名は三海郁弥（さんかい ふみや）。静岡県浜松市出身で、浜松市の観光大使「やらまいかアンバサダー」を務めている。「フィリピンで一番有名な日本人」と言われている。時にソーシャルメディアクリエイターとも称されSNSの総フォロワー数は620万人を超えている。

## 経歴

### 生立ち
1995年3月19日、静岡県浜松市で生まれる。「郁弥」という名前は、歌手の藤井フミヤが由来。まわりに人が多い環境で育ったため、人懐っこい性格に育ったという。
実家がスーパーを経営していたことや家系や知り合いには経営者が多かった為、幼少期から将来は経営者になりたいと思うようになる。父親が会社を経営していく上で「人脈」を大切にする姿に感銘を受け、高校卒業後は自身の人脈を広げる為、東京で接客業につきたいと考えた。そして高校生だった当時「ナンバーワンの接客業」として、本人が思いついたのが、ホテル業界だったという。高校卒業とともに上京しホテル専門学校でホテル経営を学んだ。専門学校卒業後は日比谷にある帝国ホテル東京でベルマン（ベルボーイ）として働いた。
2017年に、京都でエステサロンを営んでいる社長と運命的な出会いを果たし、「社長になりたい」と伝えたところ、「社長なんて誰にでもなれる。本当に大切なのは、何をするか。」だと返される。「2020年には日本を出てドバイに行き、エステサロンを世界に持っていくのだ」と言う社長に対し、「僕も2020年、世界に出るので、世界で会いましょう」と握手を交わしたことで、2020年までの間にどうやって世界に出ようかと考えるようになる。
その後、意味不明な日本語がプリントされた洋服を着ている外国人観光客を見たことが、海外でファッションブランドを立ち上げたいと思ったきっかけとなる。日本人がつくる意味のこもった洋服を、海外の人に着てもらいたい。そしてそんなブランドを自分で作りたい。と考えた本人は、その一歩として英語を学ぶ為、語学留学を決意する。
当初はアメリカやカナダ行きを考えていたが、予算の都合でフィリピンへ留学。また、フィリピンを選んだもうひとつの理由として「これから発展していく国に行くことによって日本にはないその国での新たなビジネスチャンスを見つけられること」と、「文化の全く違う国で生活することによって、日本の良さにも再発見できるのではないか」と考えたこともマニラへ留学した理由として挙げている。

### 2017年
2017年の語学留学中にフィリピンでYouTubeを始めたきっかけとして、現地でのリアルな生活の様子を発信する事で、家族や友達に自身の無事を伝え安心してもらうという目的だったという。また、フィリピンへ留学を決めた際、フィリピンに行ったことがない知人から「危ないからフィリピンに行くのはやめた方がいい」と言われたことから、見たこともないのに文句を言う人や、挑戦したこともないのに目標を否定する人が嫌いになったという。その為、自身は実際に行動して色々な経験をし、有言実行していくことにこだわるようになったという。フィリピンでの留学生活が2ヶ月経った頃、自身のYouTubeチャンネルに上げたバロットを食べてみたという動画が現地のフィリピン人の中で話題になる。本人によると、その出来事がきっかけで、「フィリピンで一番有名な日本人」になりたいと思うようになったといっている。
またその時期に、日本人に向けて発信するチャンネルからフィリピン人に向けて発信するチャンネルに変えた。その理由のひとつとして、留学で英語の勉強を頑張り語学が堪能になった1年後の自身と、留学でYouTubeを頑張りフィリピンで一番有名な日本人になった1年後の自身を想像した時、本人の目的である海外でファッションブランドを立ち上げる為には英語力よりも影響力が必要と感じた為だという。その翌日、学校を辞め本格的にYouTubeを始めた。
その後、本人がフィリピンの文化に挑戦していく動画が現地フィリピン人の中で話題になっていき、フィリピンのヒット曲を歌ってみたという動画は現地のテレビで取り上げられるなどして、3ヶ月ほどでFacebookで1000万回以上再生された。

### 2018年
5ヶ月間の留学後は日本に帰国しながらもフィリピン人向けの動画の制作を続け、2018年5月にはフィリピンのチャンネルスタートからわずか1年足らずでチャンネル登録者数は10万人に達した。その後、大手航空会社であるセブパシフィック航空やフィリピン大手ショッピングモールのロビンソンズモールなどのスポンサーを自身でつけ、マニラやセブ島で200人規模のオフ会イベントを成功させた。本人によれば、一番初めにオフ会イベントを開催した際に、駆けつけたファンが2人だったことが相当なショックで、今でも残るトラウマになったと挙げている。その経験からいつになっても謙虚な心だけは忘れないでいようと思ったきっかけになったという。
2018年5月フィリピン最大のテレビ局ABS-CBNの「スターハント」というオーディションに応募する。このオーディションはPinoy Big Brother（ピノイビッグブラザー）というフィリピンで15年以上続く国民的リアリティー番組と呼ばれる、大人気番組の出演をかけたオーディションである。フィリピンをはじめとし、アメリカ、カナダ、香港、日本など世界10カ国から約10万人の応募者が参加する。世界で注目されるオーディションに挑戦した大きな理由のひとつとして、本人は「フィリピンと日本の懸け橋になりたい」と語っている。本人が留学を決めた際、周りの人にフィリピンに行くことを何度か否定された経験から、日本人がフィリピンに対して持つ偏見を変えたい、また自身の生まれた日本という国の素晴らしさをフィリピン人にももっと知って欲しいと思ったのがきっかけだったと挙げている。

### 2019年
2019年1月には約10万人の応募者の中からオーディションに勝ち残り、Pinoy Big Brother（ピノイビッグブラザー）に出演を果たした、番組史上初の日本出身の純日本人ハウスメイトとして大きな話題を呼んだ。番組内の「24時間監視生活」「外部との情報を遮断される」などの過酷なルールの中、4ヶ月のサバイバル生活に勝ち抜き、ビッグ4（最後まで残った勝者4人）になるという大成功をおさめた。番組出演中にYouTubeチャンネル登録者数は100万人を超え、2019年上半期のチャンネル登録者増加数は米津玄師につぎ、日本3位を記録した。
番組出演後にはフィリピンの芸能マネジメントに所属し、タレント、俳優、アーティストとしてテレビのレギュラー番組を4本をかかえ、バラエティ番組、ドラマ、映画、写真集の発売など幅広く活動した。
また歌手活動もしており、2019年には自身の初となる1stシングル「Sige!Sige!Bahala na!」をリリースし、ユニバーサルミュージックからアーティストデビューを果たす。MVの再生数は100万回を超え、フィリピン国内チャートでも総合4位・J-POPでは1位を獲得。現在は複数の自身のオリジナル曲があり、作詞活動にも挑戦している。また、マニラでのワンマンライブやシンガポール、香港、台湾などの海外でのライブも行っている。
2019年12月に肺気胸により体調を崩し、自身の地元である浜松に帰省し入院生活を過ごす。入院中、病室から窓の外を見た際、あまりにも外を歩いている人が少なかったことに驚き、自身の地元に昔の頃のような活気がなくなったことに悲しくなったという、それをきっかけに自身の持つ影響力を良い方向に使い、本人が生まれ育った街に還元したいという思いを持ったと話した。

### 2020年
2020年2月16日には静岡県浜松市に自身のミュージアムである「FumiShun Base Hamamatsu（ふみしゅんべーす はままつ）」をオープンさせた。オープン当日には国内外のファン約300人以上が駆けつけた。自身のミュージアムをスタートさせた理由の一つとして、もともと、自分だけが発信できる秘密基地というコンセプトで自身のYouTubeチャンネルを「FumiShun Base」と名付けたが、活動していく中でリアルでもFumiShun Baseのファンたちが集まるような秘密基地を作りたいという気持ちになったという。
またフィリピンの人たちへの恩返しの気持ちと、海外から浜松に人が集まり、賑わうことで故郷に貢献したいという気持ちから、浜松に自身のミュージアムを作ることを決意したという。またミュージアム内の売り上げ金の一部はフィリピンで起きている災害などの寄付金に当てたりと社会問題にも目を向けている。
2020年6月24日には浜松市の観光大使である「やらまいかアンバサダー」に第一号アンバサダーとして就任。本人によると「高校卒業後、東京へ行きその後フィリピンに渡ったこともあり、地元なのにまだ知らないことばかりで新たな発見も多い。動画を見てくれる人と同じ目線に立ち、自身が体験して楽しかったこと、面白かったことを発信し、SNSを通して浜松を世界に広く伝えていきたい」という。
2020年9月22日には本人が幼い頃からバスケットボールをやっていたこともあり、プロバスケットボールBリーグの「三遠ネオフェニックス」 2020-21シーズンのSNSアンバサダーとして就任された。
2020年12月11日には自身の香水ブランド「fumi fragrance」を立ち上げる。
その後2020年12月19日には留学当初からの夢であった自身のアパレルブランド「BRIGE」を立ち上げた。ブランド名がBRIGE（ブリッジ）の理由として、人と人の架け橋になりたいという意味のBRIDGE、そして自身が新しいことに挑戦する際、出る杭は打たれるということを身を持って感じたことから、この世界にある軽蔑や非難(Dis)を無くしたいという願いを込めBRIDGEからDを取りBRIGEと名付けたという。たとえ言葉が通じなくてもアパレルの世界を通して世界の人たちとつながりたいと本人はいう。
周りからYouTuberと呼ばれることに抵抗があり、自身のことをソーシャルメディアクリエイターと呼んでいる。YouTube、Instagram、Twitter、TikTok、FacebookなどのSNSを戦略的に活用し、SNSの総フォロワー数は620万人を超え、日本でも多数のメディアが注目し「フィリピンで一番有名な日本人」と称される。。また本人の特殊な人生経験やポジティブな考え方が注目され、様々な業界、業種から講演会のオファーも増え始めている。

### 2021年
Newsweek日本版「世界が尊敬する日本人100人」に選ばれる。9月にはYouTubeチャンネルの総再生回数が1億回を突破。同月に「フィリピンと日本の架け橋となる」という目標をかかげ、株式会社M.S.LABを創設した。

### 2022年
アジア6カ国のSNS市場で活躍しているクリエイターやインフルエンサーを表彰する「2021 WORLD CREATOR AWARD」（ワールドクリエイターアワード）に選ばれる。日刊スポーツではこれでまでの生い立ちについての記事の連載が始まった。

## 人物
- 人見知りをしない明るい性格。ポジティブ思考である。
- 英語はあまり得意ではない。ホテルで新入社員時代、TOEICを受け、185点だったと話している。
- 特技はフリースタイルバスケットボール
- 好きな食べ物は上ミノとアイスクリーム[26]
- 嫌いな食べ物はフルーツ全般。自身がMCを務める旅番組「Highway Harvest」では、ドラゴンフルーツ農家にリポートに行った際、食レポで食べたドラゴンフルーツを「僕はフルーツが嫌いなのでこれは美味しいと感じない」と発言し、飾らない素直な姿に共感を集め、フィリピンで話題になる。
- ファンが本人に大量のプレゼントを送った際「みんなからのプレゼントはとても嬉しいが、(貧困により)もっと食べ物を必要としている人たちがいる。僕ではなくあなたの周りで本当に困っている人たちにプレゼントしてほしい」とツイートしたことが大きな話題を呼んだ[要出典]。
- K-POPグループ、TWICEのファンである。
- 2020年11月の取材では世界ツアーをやることが夢の一つと答え、日本の芸能界にも挑戦してみたいと話している[27]。
- 何事も人と同じということが嫌いな性格。人がやっていないことに挑戦したいタイプだという。
- 人生で大切にしていることは「有言実行」「謙虚」と挙げている。
- 人に「タレント」「YouTuber」など肩書きを決められるのが好きではなく、肩書きを気にせずYouTube、テレビ、ファッション、音楽など様々なツールを使い、とにかく人をハッピーにさせたい。「フィリピンと日本の架け橋」になりたいと話している[28]。

### チャリティー活動
- 日本に住むフィリピンの子供達への支援も積極的に行い、毎年クリスマスには自身のグッズを子供達まで届けに行き寄付活動をしている。寄付活動をする理由の一つとして自身が初めてフィリピンに行った際、言葉が喋れず大変な思いをした為、日本語を勉強する子供達を応援したいと思ったと話す[29][30]。
- 2020年10月には新型コロナウイルス感染症（COVID-19）により生活が厳しくなったフィリピンに住むフィリピン人と8校の小学校に消毒液、マスク、食料などを寄付した[31]。

## 出演

### テレビ（フィリピン）
- Pinoy Big Brother Otso （2018年11月10日 - 2019年8月4日） - レギュラー出演
- Home Sweetie Home Extra Sweet（2019年5月11日 - 2020年3月14日、新型コロナウイルスの影響により打ち切り）タナハシ ヒロ役 - レギュラー出演
- Make It With You （2020年1月13日 - 2020年3月13日、新型コロナウイルスの影響により打ち切り）ヒムラ ユウタ役 - レギュラー出演
- Highway Harvest （2020年）MC - レギュラー出演
- MYX（2019年12月）MC - レギュラー出演
- Minute To Win It （ - 2019年5月15日）
- Show Time （ - 2019年8月23日）
- Gandang Gabi Vice（  - 2019年12月09日）
- Umagang Kay ganda（  - 2020年1月16日）
- Magandang buhay（  - 2020年2月27日）
- Tonight With Boy Abunda（  - 2020年3月4日）
- ASAP（  - 2020年3月08日）

### テレビ（日本）
- NHK総合「おはよう日本」（2020年2月）
- TBS「新・情報7DAYSニュースキャスター」（瞬く間にフォロワー百万人生大逆転）で取り上げられる（2020年10月）
- 日本テレビ「マツコ会議」[32]（2021年1月16日）
- 日本テレビ「マツコ会議」（2021年9月11日）
- 日本テレビ「スッキリ」（2021年10月18日）
- 日本テレビ「真相報道 バンキシャ」（2022年5月15日）
- 日本テレビ「ZIP!」（2022年5月16日）

### ウェブ番組（フィリピン）
- Showbiz Pa More（2019年11月19日）
- Iwant ASAP（2019年11月11日）
- Caldero Files（2020年3月4日）
- TFC digital（2020年8月13日）
- We Rise together（2020年9月18日）
- I Feel U（2020年11月18日）
- SHOW TIME ONLINE（2020年12月17日）

### ウェブ番組（日本）
- ミリオンズ supported by DELL[24]（2020年11月13日）
- ANIMALS‐アニマルズ‐（2022年6月23日 - 、ABEMA） - 朔太郎 役

### 映画
- Mang Kepweng: Ang Lihim ng Bandanang Itim（2020年12月25日公開）妖精 Appear役 - 初映画出演

### イベント
- YouTube FanFest（2020年10月11日）

### ライブ
- Fumiyam in Singapore（2019年10月20日）- シンガポール
- Fumiya Amazing ‘Di Ba?（2019年11月15日）- マニラ
- A Beautiful LAYF in Baliwag（2019年11月24日）- バリワグ
- Fumiyam in Taiwan （2020年12月、新型コロナウイルスの影響により打ち切り）- 台湾
- Fumiyam in Hongkong （2020年12、新型コロナウイルスの影響により打ち切り）- 香港

### 写真集
- Spotted Magazine（2019年12月4日）初写真集

### タイアップ
- グリコ「ポッキー」
- Mang Inasal
- キッコーマン

## 楽曲
| 発売年 | タイトル                    | レーベル              |
| ------ | --------------------------- | --------------------- |
| 2019   | Sige! Sige! Bahala na!      | Universal Music Japan |
| 2019   | Ikaw Ang Pinili ng Puso ko  | Star Music            |
| 2019   | Stay With Me this Christmas | Star Music            |
| 2019   | Like A Dreamy Xmas          | ー                    |
| 2020   | Pray                        | ー                    |
| 2020   | Bridge                      | Universal Music Japan |

## プロデュース
- BRIGE - ファッションブランド
- FumiShun Base Hamamatsu - ミュージアム
- fumi fragrance - 香水ブランド